# BMW груп класик
BMW груп класик (изв. BMW Group Classic) музеј је аутомобила BMW у улици Мозахер 80 у Ам Ризенфелду (Минхен).
Могуће је закупити обилазак с водичем и видети историјске аутомобиле из колекције.
BMW груп класик је организатор догађаја Concorso d'Eleganza Villa d'Este.